# Osram (lampen)
Osram is een van oorsprong Duitse lampenproducent. De naam Osram komt van de stoffen osmium en wolfraam, die beide werden gebruikt bij het maken van lampen.
Consumentenproducten met de merknaam Osram worden sinds 2016 geproduceerd door het bedrijf Ledvance.

## Activiteiten
Bij Osram werken ongeveer 24.000 mensen wereldwijd in het boekjaar 2016. Het hoofdkwartier bevindt zich te München. Het bedrijf heeft een gebroken boekjaar dat op 30 september stopt.
De Amerikaanse Sylvania Corporation, opgericht in 1901 door Mark Poor, werd in 1993 door Osram overgenomen. Na de overname werd de naam gewijzigd in Osram Sylvania en werkt vooral voor de Noord-Amerikaanse markt.
Samen met Philips Lighting en General Electric behoort Osram tot de drie grootste lampenfabrikanten ter wereld.

## Geschiedenis

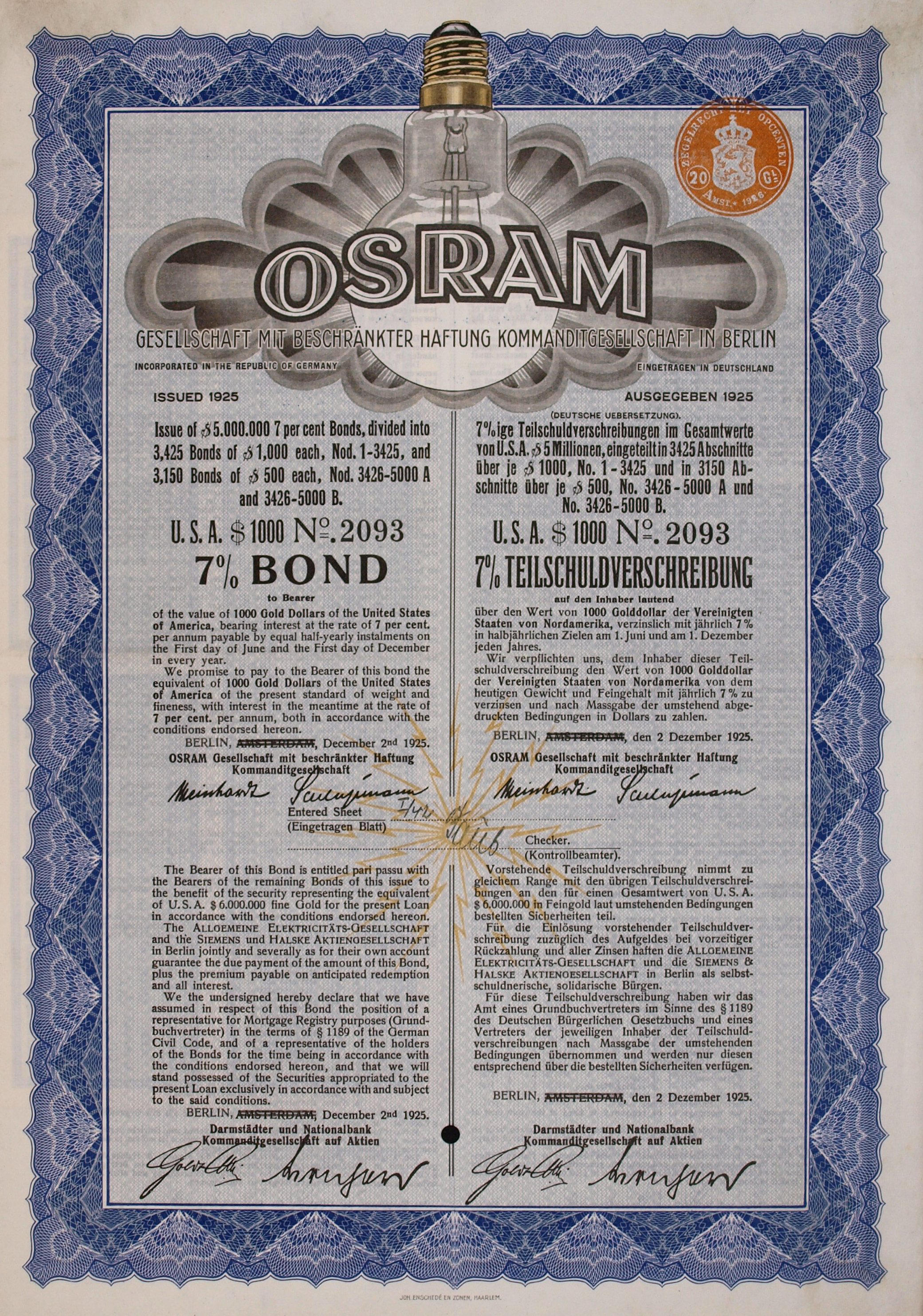
tweetalige obligatie van de firma Osram, uitgegeven op 2 december 1925

Osram werd in 1906 gesticht nadat Werner von Siemens in 1880 een verbeterde versie van Edisons gloeilamp had ontwikkeld. In 1919 werden de activiteiten voor gloeilampproductie van AEG, Siemens & Halske AG, en Deutsche Gasglühlicht AG gebundeld en de lampen werden onder de naam Osram verkocht. Osram was lange tijd onderdeel van Siemens AG maar werd op 8 juni 2013 weer een zelfstandig beursgenoteerd bedrijf. De aandelen maken onderdeel uit van de MDAX-aandelenindex.
In september 2015 besloot Osram haar aandelenbelang van 13,5% in het Chinese bedrijf Foshan Electrical and Lighting Co. (FELCO) te verkopen aan een dochteronderneming van Guangdong Rising Assets Management Co.. Osram neemt met de verkoop afscheid van een niet-strategisch belang. De verkoopprijs bedraagt 350 miljoen euro en zal leiden tot een boekwinst van 300 miljoen euro, maar daar moet nog belasting over worden betaald. In oktober 2017 verkocht Siemens vrijwel zijn gehele resterende belang aan institutionele beleggers. Het gaat om een deelneming van ruim 17% in Osram met een waarde van 1,2 miljard euro.
Osram's productie van lichtbronnen (met name voor consumenten) is in 2016 afgesplitst onder de naam Ledvance en verkocht aan een Chinees consortium. Sinds april 2018 is Ledvance volledig eigendom van de lichtbronnenfabrikant MLS. Ledvance behoudt het recht om producten te verkopen onder de merknaam Osram in Europa en Noord-Amerika. 
Osram had in 2018 last van tegenslagen die hebben geleid tot een reeks van winstwaarschuwingen en een halvering van de beurswaarde. Medio 2019 kreeg Osram een overnamebod ter waarde van 35 euro per aandeel, €3,4 miljard in totaal, van private-equity-investeerders Bain Capital en The Carlyle Group. Er kwam een alternatief en hoger bod van het Oostenrijkse bedrijf AMS. Begin december 2019 werd bekend dat 55% van de Osram aandeelhouders hebben ingestemd met het AMS bod van 41 euro per aandeel (€4,6 miljard in totaal). Voor AMS is dit voldoende om het bod door te zetten. Medio 2020 werd de overname van een meerderheidsbelang van AMS in Osram afgerond. Op 3 mei 2021 deed AMS een bod op alle nog uitstaande aandelen Osram.